# Цевло
Цевло (рус. Цевло) слатководно је језеро глацијалног порекла смештено у источном делу Бежаничког рејона на истоку Псковске области, односно на западу европског дела Руске Федерације. Из језера отиче малена река Цевла (дужине тока свега 17 км), притока језера Полисто, која га даље повезује са басеном реке Ловат и Балтичким морем.
Акваторија језера обухвата површину од око 7,95 км², просечна дубина воде у језеру је око 1,8 метара, док је максимална дубина до 2,5 метара. Ка језеру се одводњава подручје површине око 17,6 км².
На јужној обали језера налази се истоимено село Цевло.